# 台北市婦女救援基金会
台北市婦女救援基金会（たいぺいしふじょきゅうえんききんかい、中国語: 台北市婦女救援基金會、英語: Taipei Women's Rescue Foundation; TWRF）とは、中華民国（台湾）の女性団体である。
団体側は婦女救援基金会（中国語: 婦女救援基金會）と表記している。

## 概要
第二次世界大戦中、日本統治時代の台湾で慰安婦として日本軍により性的搾取されたとされる女性への支援活動を行っている。慰安婦問題の解決と和解を日本国政府に訴える運動や各国の慰安婦問題に取り組む団体との連携もおこなっており、2014年に当時内閣総理大臣であった安倍晋三の慰安婦問題強制性否定発言にも抗議声明を出した。
韓国をはじめ行われている日本軍『慰安婦』問題解決全国行動（水曜デモ）を日本台湾交流協会台北事務所前で行っている。また、毎年8月14日を「814国際慰安婦記念日」とした抗議デモも同事務所前で行っている。

## 活動歴
- 1998年 - 慰安婦経験者らのインタビューをまとめたドキュメンタリー映画「阿嬤的秘密」（おばあさんの秘密）を制作、その年の金馬奨（台湾版アカデミー賞）で最優秀ドキュメンタリー賞を受賞した[6]。
- 2011年12月15日 - 水曜デモ1000回記念抗議集会を開催した[7]。
- 2012年 - ドキュメンタリー「阿嬤的春天」（おばあさんの春）の撮影が進行中[8]。
- 2016年12月10日 - 台湾で初となる慰安婦記念館「阿マの家 平和と女性人権館」を開館した[9]。
- 2020年11月11日 - 「阿マの家 平和と女性人権館」を一旦閉館[10]。2021年夏までに別の場所へ移転の上、再開館するとした[11]。
- 2021年
  - 3月29日 - 台湾で初となる、元慰安婦を主人公とした絵本「蘆葦花開」（ヨシの花が咲く）を出版[12]。
  - 8月14日 - 同年10月に「阿マの家 平和と女性人権館」を再開館することを発表した[13]。
  - 10月27日 - 「阿マの家 平和と女性人権館」の一般公開を再開。11月25日まではプレオープン期間とした[14]。
- 2023年5月23日 - 台湾で最後となる元慰安婦が死去したと発表[15]。